# St. Kyrill und Method (Breslau)

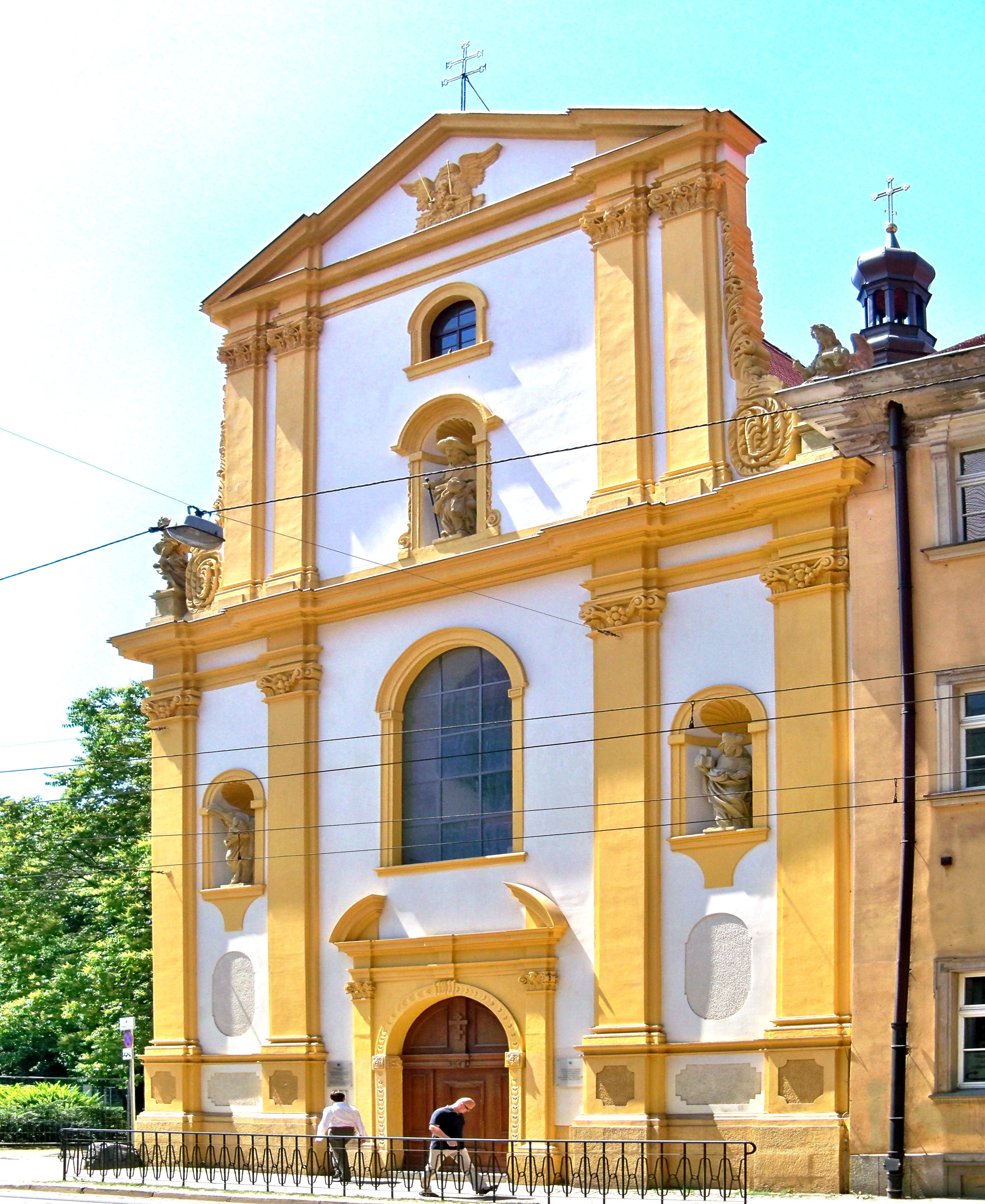
Kirche St. Kyrill und Method

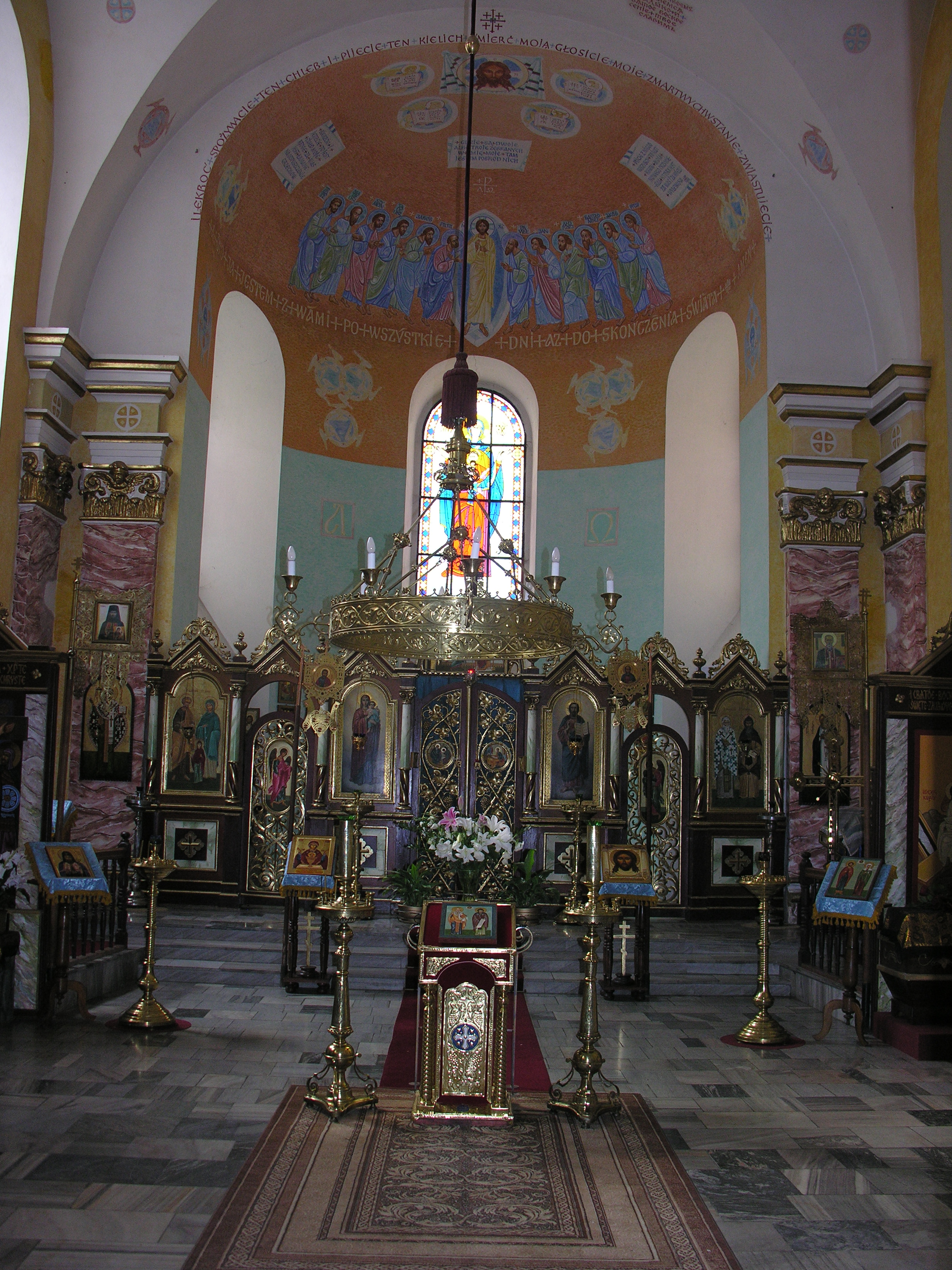
Blick in den Innenraum

Die Kirche St. Kyrill und Method (bis 1945 St.-Anna-Kirche) ist ein orthodoxes Gotteshaus in Breslau. Es befindet sich auf der Breslauer Sandinsel.

## Geschichte
Die ursprüngliche St.-Anna-Kirche wurde zwischen 1686 und 1690 für die Augustinerinnen im barocken Stil erbaut. Auf dem Grundstück stand im Mittelalter eine Kapelle, die dem heiligen Joseph gewidmet war. Diese wurde zu Beginn des 17. Jahrhunderts zerstört.
Nach der Säkularisation 1810 kam die Kirche an das katholische Lehrerseminar. Zwischen 1919 und 1921 diente die Kirche der polnischen Minderheit der Stadt als katholisches Gotteshaus. Später ging die St.-Anna-Kirche an die Altkatholische Kirche.
Im Zweiten Weltkrieg wurden in der Kirche fast eine halbe Million Bücher der Breslauer Universitätsbibliothek eingelagert. Während der Schlacht um Breslau wurde die Kirche stark zerstört und brannte mitsamt den Büchern völlig aus. Nach dem Krieg wurden zunächst kleinere Sicherungsmaßnahmen durchgeführt.
1970 ging das Gebäude an die orthodoxe Gemeinde der Stadt. Sie wurde wiederaufgebaut und konnte 1976 als erstes orthodoxes Gotteshaus wieder genutzt werden.

## Architektur
Die Kirche zählt zu den ersten barocken Kirchen der Stadt. Sie war reich ausgestattet an barocken Ornamenten und einem barocken Giebel. Als Vorbild beim Bau diente die in Rom stehende Kirche Il Gesù. Heute enthält die Kirche viele Ikonenbilder der griechisch-orthodoxen-Kirche.